# 格爾奧格·摩瑟
格爾奧格·拉赫曼·摩瑟（；1918年9月20日—1999年1月22日），是歷史學家。自纳粹德国移民到英国後，再前往美国，在愛荷華大学、威斯康辛大學麥迪遜分校和希伯来大学教授历史。 摩瑟以研究纳粹主义闻名，寫作超过25本书，涉及宪政史，新教神学和男性氣質的历史等广泛的主题。 1966年，摩瑟和沃爾特‧拉科爾共同创办了《當代史雜誌》。

## 生平
摩瑟出生在柏林一个显赫、富裕的德国犹太家庭。摩瑟的外祖父，創立了后来德国最大的广告公司，包括备受尊敬的自由主义报纸《柏林日报》。 而父亲則委托建筑师埃瑞许·孟德尔松重新设计了标志性的 魯道爾夫·摩斯出版社大樓(Mossehaus)。
1933年，随着希特勒掌权，摩瑟一家移民海外，離散各地。摩瑟的母亲和妹妹移居瑞士，而其父移居法国，1939年與摩瑟的母親離婚，再婚後移居加州。 摩瑟則前往英国，進入在约克郡的貴格會布薩姆學校就讀。1937年，摩瑟考入剑桥大学唐宁学院学习历史。 在唐寧學院，摩瑟參與G‧M·特里維廉與海倫·凱姆 的講座，對歷史學產生濃厚的興趣。 在劍橋時期，摩瑟對法希斯的敵意因西班牙內戰而加深。
1939年，摩瑟全家搬到美國，而摩瑟继续在贵格会哈弗福德学院修習歷史，于1941年获得学士学位。摩瑟继续在哈佛大学攻读碩士。在查尔斯·霍华德·麦基文 指導下，摩瑟在1946年完成关于16和17世纪英国宪政史的博士论文。
摩瑟第一份教職在愛荷華大学。在愛荷華大學，摩瑟专注于近代欧洲的宗教，出版了一本关于宗教改革的作品。 1955年，他前往威斯康辛大學麥迪遜分校讲授现代史。
摩瑟在威斯康辛大學任教30多年，研究歐洲史與猶太研究。摩瑟同时在希伯来大学担任历史教授。1969年起，摩瑟每年都在希伯来大学教一学期的课。摩瑟亦为特拉维夫大学和慕尼黑大学的客座教授。 自威斯康辛大學退休后，摩瑟在剑桥大学和康奈尔大学任教。 摩瑟也是美国大屠杀纪念博物馆的第一位驻馆历史学家。

## 學術地位
摩瑟的第一部作品是1947年发表的一篇關於反穀物法同盟的论文。摩瑟認為，这是第一次紳士階層(landed gentry)试图组织群众运动对抗他们的对手。 在《神聖的藉口》(The Holy Pretence,1957)中，摩瑟提出，在清教徒決疑文學中，真理与谬误只有一线之隔。 摩瑟表示，他不是把歷史當成一種敘事，而是一系列问题與可能的答案。敘事提供了解決問題的框架。摩瑟作品中的核心主題是自由主义的命运。 在《英国主权之争》(The Struggle for sovereign in England,1950)中，摩瑟將首席大法官愛德華·科克爵士刻劃成自由主義的先驅。 而《西欧文化》(The Culture of Western Europe,1961)的潛在主題正是极权主义对自由主义的胜利。
摩瑟最知名的作品《德意志意識型態的危機：第三帝國思想的起源》(The Crisis of German Ideology: Intellectual Origins of the Third Reich,1964)，分析了民族主義者信念體系的起源。 在《群眾的國家化》(The Nationalization of the Masses,1975)中，摩瑟處理了政治神聖化議題，並开始把自己研究重心轉向文化史的分析。摩瑟開始關注法國大革命中神話、象徵與政治儀式扮演的角色。摩瑟認為，盧梭相信「人民」可以在市民大會中統治自己，因而促请波兰政府创造公共儀式和节庆，以灌输人們愛國心。而這正是在他有關宗教改革的作品與他有關近代史作品間的連貫性。摩瑟認為，從基督教的信仰體系到現代如民族主義的公民信仰不是一蹴可及。
在《德意志意識型態的危機》中，摩瑟追溯了「德国革命」是如何变成反犹太主义的；在《邁向最终解决方案》( ,1979)中，摩瑟写下了欧洲种族主义的通史。 他认为，尽管种族主义的論述最初是针对黑人的，但也适用于犹太人。 在《民族主义与性：现代欧洲中正常与不正常的性》(Nationalism and Sexuality: Respectable and Abnormal Sexuality in Modern Europe,1985)中，摩瑟認為男性性慾、德國青年運動与德國民族本土運動思想间存在联系。也正因為在民族主義中男性形象占有主導地位，摩瑟在《男人的形象：現代男性氣質的创造》(The Image of Man: The Creation of Modern Masculinity, 1996)中写下这种刻板印象的历史。
摩瑟視民族主义──通常包含種族主義──是现代社會的主要威胁。作为犹太人，摩瑟认为在欧洲拒绝启蒙是个人性的威胁，因为正是启蒙运动的精神才解放了犹太人。摩瑟指出，欧洲民族主义最初试图将爱国主义、人权、世界主义和宽容结合起来。直到后来，德法的民族主義者才相信自己垄断了美德。 此一觀點受到彼得·維埃瑞克的影响。維埃瑞克認为激进民族主义的转向起源于费希特和阿恩特的年代。摩瑟将纳粹民族主義意識型態本土運動的起源追溯到19世纪有机論者的世界观。有機論者的世界观融合了伪科学式的自然哲学和神秘的德国灵魂概念。纳粹通过强有力的修辞、象征符号與群众仪式，將民族主義意識型態本土運動打入更广泛的公众。摩瑟論証，反犹主义將德國人刻劃成城市、物质、科学文化的化身，而猶太人則是这种文化的敵人，必須為德国精神的腐化负责。
在《邁向最终解决方案》，摩瑟宣称，欧洲人根据與希臘理想人類相像程度分類人類的想法，導致了种族偏见。《民族主义和性：现代欧洲的中产阶级道德观與性规范》将这個观点扩展到其他被排斥的群体：犹太人、同性恋者、吉普赛人和精神病患者。许多19世纪的思想家依靠二元对立的刻板印象，将人类分类为「健康的」或「退化的」、「正常的」或「不正常的」、「圈内人」或「外人」。 在《男人的形象》中，摩瑟认为中产阶级對男性氣質的尊敬創造了「非典型」的男人形象：软弱、紧张、柔弱且使男性氣質受到威脅的男性。
摩瑟的教育影響他對人本教育優缺點的看法。 《超越猶太教的德國猶太人》(German Jews Beyond Judaism, 1985)介绍了德國猶太人的教養如何帮助犹太人超越自己族群的身份認同。 然而，在魏玛共和国时期，教養也促使猶太家庭對不自由的政治現實視而不見。摩瑟的自由主义想法影響他對錫安主义和以色列国既支持又批判的立場。在針對錫安主義100年慶祝活動文中，摩瑟写道，早期錫安主義者設想了基於個人主義與團結的政治實體，但「更具侵略性的、排他性和规范性的民族主义最终脱颖而出。」

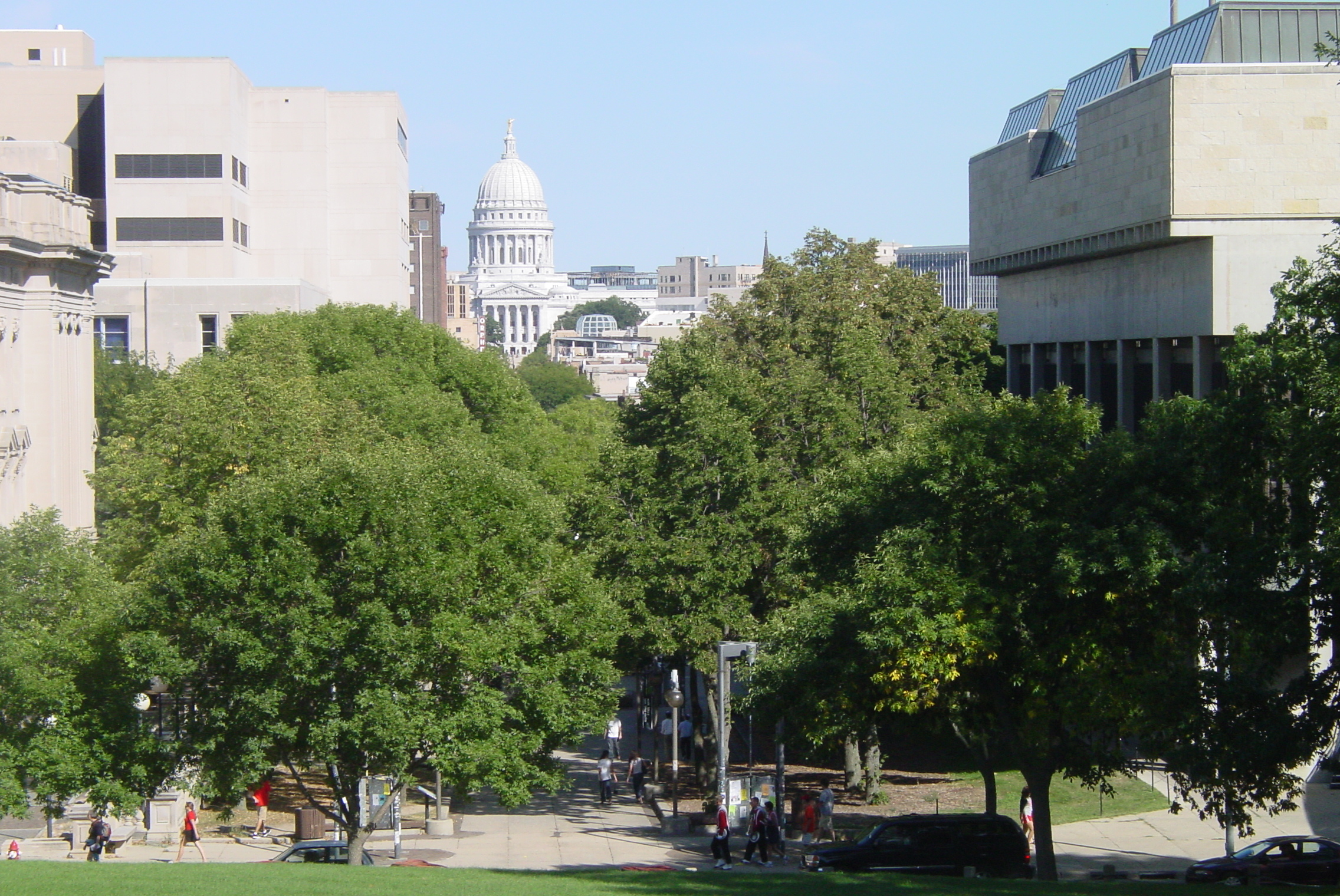
格爾奧格‧摩瑟人文大樓(右)，威斯康辛大学

## 軼事
摩瑟留下大筆財產给威斯康辛大學麥迪遜分校，以建立一項与希伯来大学合作的計畫──「格爾奧格·摩瑟計畫」。他在威斯康辛大学麦迪逊分校與阿姆斯特丹大学以客座教授身分任教的時候，捐赠一些錢支持LGBT研究。 这些捐款的资金來自被纳粹剥夺的摩瑟家族财产。直到东德垮臺后，摩瑟才收回这些财产。

## 作品
- The Struggle for Sovereignty in England from the Reign of Queen Elizabeth to the Petition of Right, 1950.
- The Reformation, 1953.
- The Holy Pretence: A Study in Christianity and Reason of State from William Perkins to John Winthrop, 1957.
- The Culture of Western Europe: The Nineteenth and Twentieth Centuries. An Introduction （页面存档备份，存于）, 1961.
- The Crisis of German Ideology: Intellectual Origins of the Third Reich, 1964.
- Nazi Culture: Intellectual, Cultural and Social Life in the Third Reich, edited by G.L. Mosse, 1966.
- 1914: The Coming of the First World War, edited by G.L. Mosse and Walter Laqueur, 1966.
- Literature and Politics in the Twentieth Century, edited by G.L. Mosse and Walter Laqueur, 1967.
- Germans and Jews: The Right, the Left, and the Search for a "Third Force" in Pre-Nazi Germany, 1970.
- Historians in Politics, edited by G.L. Mosse and Walter Laqueur, 1974.
- Jews and Non-Jews in Eastern Europe, 1918-1945, edited by G.L. Mosse and Bela Vago, 1974.
- The Nationalization of the Masses: Political Symbolism and Mass Movements in Germany from the Napoleonic Wars through the Third Reich, 1975.
- Nazism: a Historical and Comparative Analysis of National Socialism, 1978.
- Toward the Final Solution: A History of European Racism, 1978.
- International Fascism: New Thoughts and New Approaches, edited by G.L Mosse, 1979.
- Masses and Man: Nationalist and Fascist Perceptions of Reality, 1980.
- German Jews beyond Judaism, 1985.
- Nationalism and Sexuality: Respectability and Abnormal Sexuality in Modern Europe, 1985.
- Fallen Soldiers: Reshaping the Memory of the World Wars, 1990 (translated into German in 1993 and into French in 1999).
- Confronting the Nation: Jewish and Western Nationalism, 1993.
- The Image of Man: The Creation of Modern Masculinity, 1996.
- The Fascist Revolution: Toward a General Theory of Fascism, 1999.
- Confronting History (autobiography), 2000.